# Королевство Тонга (протекторат)
Королевство Тонга (англ. Kingdom of Tonga, тонг. Puleʻanga Fakatuʻi ʻo Tonga) — бывший британский протекторат в Океании, существовавший в 1900—1970 годах.

## История
В 1870—1880-х годах Германия, Великобритания и США заключили с Тонга договоры, признававшие независимость королевства, тем не менее борьба за сферы влияния в Океании, в том числе в Тонга, между колониальными державами продолжалась. В 1899 году, когда Германия, США и Британия перераспределяли между собой сферы влияния в Тихом океане, Британия отказалась от своих притязаний на острова Самоа, потребовав со стороны Германии и США признания своего влияния в Тонга.
В 1900 году в Королевство был отправлен британский специальный посланник Бэзил Томсон, основной задачей которого было уговорить Тупоу II подписать с Британией новый Договор о дружбе. Специально для этой цели был подготовлен проект Договора, который в значительной степени был выгоден Британии: она получала контроль над внешней политикой Королевства, а также распространяла свою юрисдикцию на всех иностранцев, пребывавших на архипелаге. Вместо британского вице-консула, который ранее докладывал о состоянии внутренних дел в Тонга, но не имел права вмешиваться в них, учреждалась должность британского уполномоченного и консула, назначавшегося Министерством по делам колоний по совету высокого комиссара. Основной задачей консула было представительство интересов британского правительство в Тонга. Кроме того, он был наделён правом вмешиваться во внутренние дела Королевства.
Заручившись поддержкой местных вождей, которые в целом были недовольны политикой Джорджа Тупоу II, 18 мая 1900 года, согласно Договору о дружбе между Британией и Тонга, над островами был провозглашён британский протекторат, при этом местные короли сохранили свою власть. Кроме того, тонганское общество оставалось автономным, а Британия отвечала лишь за внешнюю политику и оборону островов. Окончательно договор был ратифицирован в 1901 году, хотя король отказался ставить свою подпись напротив статьи, в которой говорилось о передаче контроля над внешней политикой британскому правительству.
Хотя, согласно Договору, за Джорджем Тупоу II сохранялась вся полнота прежней власти, его позиции среди местной аристократии не были крепкими, поэтому Британия не теряла надежды усиления своего влияния в Королевстве. В 1902 году и. о. высокого комиссара назвал четыре причины, благодаря которым британское правительство добилось бы укрепления своей власти на островах: коррупция и неэффективность действовавшего в Тонга правительства, принуждение тонганских общинников к работе на знать и вождей, эгоизм Короля и неудача правительства в осуществлении земельной реформы, задуманной Тупоу II.
Широкое недовольство тонганской знати вызывал сбор Тупоу II арендной платы за пользование коронной земли, которая была передана Тупоу I правительству, а также арендной платы с тех, кто бесплатно проживал на территории королевских поместий. Многие представители тонганской знати, которые не являлись наследственными землевладельцами, однако владели землёй по обычаю, требовали предоставления этим владениям статуса королевских или других наследственных поместий. Неопределённость по поводу земельных прав сопровождалась также недовольством знати правом монарха наделять новых лиц знатными титулами, как это произошло, например, в 1903 году, когда Тупоу II наделил знатным титулом веикуне своего верного премьера, вождя островов Вавау, Сиосатеки, вызвав тем самым серьёзные разногласия в обществе. В 1904 году Тупоу II сместил с должности губернатора Вавау Улукалала, который считался основным противником Сиосатеки.
Широкое же недовольство европейских торговцев, которые также были вынуждены платить большие налоги, стало поводом для того, что британский консул на островах рекомендовал свергнуть Тупоу II и возвести на престол его отца, Туипелехаке. Со специальной миссией в 1903 году в Тонга отправился высокий комиссар Джексон, однако из-за эпидемии кори на островах Фиджи, тонганский король запретил ему высаживаться на Тонгатапу. Тем не менее триумф короля был недолог, так как уже в следующем году новый высокий комиссар Эверард им Тёрн, уполномоченный сместить Тупоу II и возвести на престол Туипелехаке, прибыл в Тонга. Хотя предполагалось совершить государственный переворот, аннексировать острова было запрещено до получения соответствующих консультаций со стороны секретаря Министерства по делам колоний Британской империи. По приезде Им-Тёрн предложил королю выбрать между свержением и подписанием дополнительного соглашения к Договору о дружбе 1900 года. Монарх был вынужден согласиться со вторым вариантом. Основные положения соглашения были следующими:
- король должен править монархией совместно и при содействии местных вождей;
- король должен консультироваться с британским уполномоченным и агентом на островах Тонга;
- законы Королевства должны публиковаться как на тонганском, так и на английском языке;
- земли должны быть распределены тем образом, каким намеревался это сделать Тупоу I;
- сбор арендных плат с земель, которые были переданы Тупоу I правительству, должен быть возвращён правительству, а не считаться частью дохода монарха;
- должна быть возобновлена передача земли в аренду европейским торговцам;
- назначение на различные государственные должности должно осуществляться монархом только после консультаций с британским уполномоченным и консулом;
- гарантировался принцип наследования.[7]

В декабре 1914 года, при премьер-министре Полутеле, король Джордж Тупоу II провёл в стране важную конституционную реформу, в результате которой сильные изменения претерпел национальный парламент. Теперь вместо представительства в нём всех 32 пэров в законодательном органе Королевства за знатью закреплялись лишь семь мест (эти парламентарии избирались пэрами из своего состава). Кроме того, было сокращено с 32 до 7 количество представителей от простого народа Тонга. Монарх, в свою очередь, наделялся правом назначать в правительстве любое количество министров, правда, по согласованию с британским уполномоченным.
5 апреля 1918 года Тупоу II скончался, и на трон вступила его дочь, королева Салоте Тупоу III. Как и отец, она продолжила проводить в стране обширные преобразования. Так, ей удалось объединить две группы методистов под названием Свободная Уэслийская церковь Тонга, при ней женщинам были предоставлены избирательные права, проведены реформы в социальной сфере и сфере образования. Правила Салоте Тупоу III вплоть до своей смерти 16 декабря 1965 года.
В годы Второй мировой войны на Тонга благодаря поддержке Новой Зеландии были сформированы силы самообороны численностью 2000 человек, которые приняли участие в боях на Соломоновых островах. В Тонгатапу, в свою очередь, разместились новозеландские и американские войска.
В 1958 году был подписан новый Договор о дружбе и защите между Тонга и Великобританией. С его ратификацией в мае 1959 года появились должности британского уполномоченного и консула на островах Тонга, ответственные перед губернатором Фиджи, который считался британским верховным уполномоченным по Тонга. В середине 1965 года британский уполномоченный и консул на Тонга стали нести ответственность непосредственно перед британским министром колоний.
После смерти королевы Салоте новым правителем Тонга стал принц Тунги, который получил имя Тауфаахау Тупоу IV. В годы Второй мировой войны, будучи ещё кронпринцем, он обучался в Университете Сиднее, став первым тонганцем, получившим университетское образование. Впоследствии в 1949 году принц Тунги стал премьер-министром, оставаясь на этом посту вплоть до вступления на престол в 1965 году. Став монархом Тонга, Тупоу IV выступил инициатором осторожной политики по модернизации различных сфер жизни общества. При нём, 4 июня 1970 года, Королевство получило полную независимость от Великобритании